# Puberale Amnesie
Puberale Amnesie (von lat. pubertas für ‚Geschlechtsreife‘ und grc. μνήμη mnémē für ‚Gedächtnis‘, ‚Erinnerung‘ mit Alpha privativum) bezeichnet in der Psychologie das Phänomen, dass sich geschlechtsreife Erwachsene kaum oder gar nicht an sexuelle Handlungen und Erfahrungen aus der Zeit vor ihrer Pubertät erinnern können. Diese besondere Art der Amnesie wurde begrifflich geprägt vom Psychoanalytiker und Sexualforscher Ernst Bornemann.
Die Puberale Amnesie ist nicht so umfassend wie die Infantile Amnesie, welche sich auf nahezu alle Ereignisse aus der Zeit vor dem dritten Lebensjahr bezieht. Eine weitere Form ist das Vergessen von traumatischen Erfahrungen wie z. B. von sexuellem Missbrauch.

## Puberale Amnesie bei Bornemann
Ernst Bornemann entwickelte den Begriff der Puberalen Amnesie im Laufe der 1970er Jahre, bis er schließlich 1980 einen gleichnamigen Aufsatz veröffentlichte. Durch seine Sammlung von Kinderreimen und Abzählreimen und ihre Untersuchung nach etwaigen sexuellen Inhalten, stellte Bornemann fest, dass sich das sexuelle Interesse der Kinder und Jugendlichen im Laufe ihrer Entwicklung nicht nur veränderte, sondern dass Jugendliche mit dem Verlauf ihrer Pubertät immer mehr vergaßen, sich für die verschiedenen kindlichen Arten von Sexualität interessiert zu haben. Schließlich begegnete Bornemann einer Vielzahl von Eltern, die ihm versicherten, niemals selbst Lieder mit sexuellen Inhalten gesungen zu haben oder gar Handlungen verübt zu haben, wie sie in diesen Liedern beschrieben werden.
Unter anderem aus der statistischen Unmöglichkeit, bei Kindern entsprechende Handlungen – auch als „Doktorspiele“ bekannt – systematisch zu erfassen, da sich kaum Erwachsene dazu bekennen, entwickelte Bornemann seine These. In seinem Buch Das Geschlechtsleben des Kindes von 1988 heißt es: „Die psychische Funktion der Pubertät ist in unserer Gesellschaftsordnung die Verdrängung der Erinnerung an vorpubertäre, nicht der Fortpflanzung dienende Geschlechtsakte. Ich habe diesen Prozeß seit 1969 als »puberale Amnesie« bezeichnet.“
Das Ziel dieser Verdrängung ist nach Bornemann mehrschichtig. Zum einen diene es der Untermauerung patriarchaler Strukturen durch die vollständige Anpassung an eine zu erlernende Sexualnorm. Zum anderen werde die Kindheit als geschlechtslose und daher reine Zeit idealisiert.